# Trichoura krugeri
Trichoura krugeri là một loài ruồi trong họ Asilidae. Trichoura krugeri được Londt miêu tả năm 1994. Loài này phân bố ở vùng nhiệt đới châu Phi.